# ألتو بوا فيستا
ألتو بوا فيستا بلدية في ولاية ماتو جروسو في المنطقة الوسطى الغربية من البرازيل.